# Frankenau
Frankenau je gradić u okrugu Waldeck-Frankenberg u Hessenu u Njemačkoj.

## Geografija
Frankenau leži u lancu Kellerwald jugozapadno od Talganga (planina visoka 566 m). Nalazi se na južnom rubu nacionalnog parka Kellerwald-Edersee u gornjem toku Lorfebacha, pritoke Edera. Frankenau laže 10 km istočno od Frankenberga i 33 km sjeveroistočno od Marburga.

## Povijest
Vjeruje se da su Frankenau i susjedni grad Frankenberg nastali u franačko vrijeme. Područje su svojedobno naselili Chatti. Stvarno mjesto Frankenau sagrađeno je kao granično utvrđenje protiv Sasa. Pretpostavlja se da je grad osnovan između 500. i 750. godine, a gradska prava kasnije je dodijelio Heinrich Raspe, grof Tiringije, 1242. godine
Najstariji sačuvani dokument o Frankenauu izdan je 4. travnja 1266. godine i potvrđuje davanje gradskih prava.
Frankenau je stoljećima bio siromašan, mali poljoprivredni grad. Naročito teška sudbina zadesila je stanovništvo 22. travnja 1865. kada je gotovo cijeli grad izgorio u požaru. Ogromnim naporima stanovnika grad je ponovno izgrađen.
Danas je Frankenau poznati odmarališni grad, jedno od odmarališta Waldeck-Frankenberga, a također je od ranih 1970-ih glavno središte šire zajednice koja je tada nastala.

## Poznate osobe
Frankenau je rodno mjesto psihoanalitičara, književnika i suosnivača dadaizma Richarda Huelsenbecka (1892. – 1974.).